# Ростовуголь
Ростовуголь — виробниче об'єднання з видобутку вугілля та антрациту у Ростовській області Росії. Робота з видобутку вугілля припинена у 2002 році, підприємство ліквідовано у 2009 році. Центр — м. Шахти. 1948 року підприємство було нагороджено орденом Леніна.
У 1990-і роки працювало 25 шахт, 10 збагачувальних фабрик. 17 пластів потужністю 0.5…1.8 м. У 1992 році об'єднання було перетворено на відкрите акціонерне товариство з видобутку та переробки вугілля «Ростовуголь».

## Керівники
- Івонін Іван Павлович (1947—1955)
- Головач Петро Васильович (1962—1968)
- Посильний Іван Дмитрович[ru] (1968—1985)
- Поченков Кіндрат Іванович
- Усков Олексій Олексійович[ru] (з листопада 1947 до 1955 року)
- Мельков Олексій Дмитрович (1985—1995)
- Пасильний Сергій Іванович (1995—2002)